# 三井梨紗子
三井梨紗子（1993年9月23日—）是一名日本花樣游泳運動員。出身於日本東京都新宿區，身高168公分。

## 簡歷
2015年7至8月，三井梨紗子出戰俄羅斯喀山舉辦的世界游泳錦標賽韻律泳比賽。她在雙人項目與乾友紀子合作，在双人技术自选項目以92.0079分获得第三名；在集體項目方面，她與隊友先後在集體技術自選、集體自由自選及自由組合項目，奪得三面銅牌。